# Tina Huang
Tina Huang (Dallas, 28 ottobre 1981) è un'attrice statunitense.
È famosa per il ruolo di Susie Chang in Rizzoli & Isles e di Melinda Trask in Il tempo della nostra vita.

## Biografia
I genitori di Huang erano immigrati a New York dove sono nati i suoi due fratelli maggiori. Successivamente la famiglia si trasferì a Dallas, in Texas, dove lei nacque e visse con la madre, i fratelli e il nonno. Suo padre tornò a New York perché all'epoca non riusciva a trovare lavoro a Dallas. Quando compì cinque anni, la famiglia tornò a New York. Per lei è stato uno shock culturale trasferirsi dalla campagna a New York. Essendo una taiwanese-americana di prima generazione, parla correntemente il cinese mandarino. Huang ha studiato teatro a LaGuardia High School of Performing Arts e si è diplomata alla Tisch School of the Arts della New York University.

### Attrice
Tina Huang è apparsa per la prima volta nella soap opera Febbre d'amore nel 2007, e poi in numerose serie TV e film, tra cui la soap opera General Hospital, Hollywood Heights - Vita da popstar, Switched at Birth - Al posto tuo, Law & Order: LA e Il tempo della nostra vita. È apparsa anche in Brothers & Sisters - Segreti di famiglia, Castle, Criminal Minds, Dr. House - Medical Division e The Office, e nella commedia del 2011 L'amore all'improvviso - Larry Crowne. Le altre apparizioni di Huang includono Maximum Ride e My Dead Boyfriend nel 2016. Il suo ruolo probabilmente più noto è stato il personaggio ricorrente di Susie Chang, la criminologa senior del laboratorio criminale del dipartimento di polizia di Boston e assistente della dottoressa Maura Isles nella serie poliziesca Rizzoli & Isles dal 2011 al 2015. Nel 2015 è apparsa anche nel cortometraggio Guiltless, nelle serie The Night Shift, Shameless, Powerhouse, I Own You, Catching the Break, Scandal e nella soap opera Beautiful.

### Vita privata
Huang ha sposato Mickey Pentecost il 18 giugno 2005.

## Filmografia

### Cinema
- Pig Hunt (2008)
- The Highs & Lows of Milo Brown (2008)
- A Single Man (2009)
- La mission (2009)
- Dough Boys (2009)
- Dyspareunia (2009)
- Tenderloin (2009)
- Drive (2011)
- L'amore all'improvviso - Larry Crowne (2011)
- Revenge of the Nerds (2011)
- SuperFans (2012)
- Camp (2013)
- Maximum Ride (2016)
- My Dead Boyfriend (2016)
- Xin (2017)
- A Night to Regret (2018)

### Televisione
- Febbre d'amore - soap opera, 1 episodio (2007)
- General Hospital - soap opera, 10 episodi (2007-2014)
- Chuck - serie TV, 1 episodio (2008)
- Numb3rs - serie TV, 1 episodio (2009)
- Il tempo della nostra vita - soap opera, 2 episodi (2008-2009)
- Dr. House - Medical Division - serie TV, 1 episodio (2010)
- The Office - serie TV, 2 episodi (2010)
- CSI: NY - serie TV, 1 episodio (2010)
- Criminal Minds - serie TV, 1 episodio (2010)
- Castle – serie TV, 1 episodio (2010)
- The Whole Truth - serie TV, 1 episodio (2010)
- 1 vs. 100 - serie TV (2010)
- Law & Order: LA - serie TV, 3 episodi (2010-2011)
- Brothers & Sisters - Segreti di famiglia - serie TV, 1 episodio (2011)
- Switched at Birth - Al posto tuo - serie TV, 2 episodi (2011-2012)
- Rizzoli & Isles - serie TV, 31 episodi (2011-2016)
- 90210 - serie TV, 1 episodio (2012)
- Mermates - serie TV, 1 episodio (2012)
- Emerald Acres - film TV (2012)
- Hollywood Heights - Vita da popstar - serie TV, 53 episodi (2012)
- Childrens Hospital - serie TV, 1 episodio (2012)
- Kroll Show - serie TV, 1 episodio (2013)
- Un fidanzato da manuale - film TV (2014)
- CSI - Scena del crimine - serie TV, 1 episodio (2014)
- Nerd Court - serie TV, 1 episodio (2015)
- The Night Shift - serie TV, 2 episodi (2015-2016)
- Powerhouse - serie TV, 1 episodio (2016)
- Shameless - serie TV, 1 episodio (2016)
- Scandal - serie TV, 1 episodio (2017)
- Catching the Break - serie TV, 1 episodio (2017)
- Beautiful - soap opera, 6 episodi (2017)
- Arrow - serie TV, 6 episodi (2018)
- Il tempo della nostra vita - soap opera (2020-in corso)
- Grey's Anatomy - serie TV, 1 episodio (2020)
- NCIS - Unità anticrimine - serie TV, 1 episodio (2023)

## Doppiatrici italiane
Nelle versioni in italiano delle opere in cui ha recitato, Tina Huang è stata doppiata da:
- Patrizia Burul in Law & Order: LA
- Roberta Gasparetti in Rizzoli & Isles
- Cinzia Villari in CSI - Scena del crimine
- Anna Cugini in Grey's Anatomy
- Michela Alborghetti in All Rise
- Emilia Costa in NCIS - Unità anticrimine